# 소르타발라

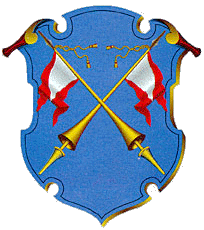
시 문장

소르타발라(러시아어: Сортавала, 1918년까지는 Сéрдоболь, 핀란드어: Sortavala, 스웨덴어: Sordavala)는 러시아 카렐리야 공화국 남서부에 위치한 도시로, 라도가 호 북단에 위치하며 페트로자보츠크에서 남서쪽으로 287km 정도 떨어진 곳에 위치한다. 인구는 18,801명(2018년 기준)으로 2002년부터 계속 감소세에 있다.
1468년 스웨덴-러시아 국경조약에 '소르테발라(Sortevala)'라는 이름으로 등장했으며, 러시아 문헌에는 1500년 처음 나타난다. 1617년 스톨보바 조약에 따라 스웨덴에 할양되었다. 1632년 스웨덴 왕 구스타브 2세 아돌프(Gustav II Adolf)의 명령에 따라 '소르다발라(Sordavalla)라는 이름으로 설립되었으며 1646년 도시법이 허가되었다.
1705년 대북방전쟁 당시 러시아군에 함락당했으며, 1721년 뉘스타드 조약으로 러시아 제국에 편입되었고 이름도 소르다발라에서 세르도볼(Сéрдоболь)로 개칭되었다. 대북방전쟁 도중 완전히 파괴되었기 때문에 예카테리나 2세의 개혁에 따라 1783년 재건되었으며 1812년 핀란드 대공국의 영토가 되었다.
1917년 핀란드가 독립하면서 독립 핀란드 공화국의 영토가 되었다. 1920년 핀란드 정교회 관구가 헬싱키에서 소르타발라로 이전해왔으며 1931년 핀란드 건축가 비스테(J. Viiste)의 설계에 따라 오늘날 소르타발라 시가지를 구성하는 건물들이 들어섰다.
겨울 전쟁이 끝난 이후 1940년에 체결된 모스크바 평화 조약에 따라 소비에트 연방의 영토가 되었다.

## 지리

### 기후
| 소르타발라의 기후                      | 소르타발라의 기후 | 소르타발라의 기후 | 소르타발라의 기후 | 소르타발라의 기후 | 소르타발라의 기후 | 소르타발라의 기후 | 소르타발라의 기후 | 소르타발라의 기후 | 소르타발라의 기후 | 소르타발라의 기후 | 소르타발라의 기후 | 소르타발라의 기후 | 소르타발라의 기후 |
| 월                                     | 1월               | 2월               | 3월               | 4월               | 5월               | 6월               | 7월               | 8월               | 9월               | 10월              | 11월              | 12월              | 연간              |
| -------------------------------------- | ----------------- | ----------------- | ----------------- | ----------------- | ----------------- | ----------------- | ----------------- | ----------------- | ----------------- | ----------------- | ----------------- | ----------------- | ----------------- |
| 역대 최고 기온 °C (°F)                 | 6.4 (43.5)        | 8.8 (47.8)        | 15.0 (59.0)       | 22.0 (71.6)       | 27.5 (81.5)       | 32.0 (89.6)       | 35.4 (95.7)       | 29.9 (85.8)       | 24.5 (76.1)       | 18.4 (65.1)       | 11.4 (52.5)       | 9.4 (48.9)        | 35.4 (95.7)       |
| 일평균 최고 기온 °C (°F)               | −5.3 (22.5)       | −4.6 (23.7)       | 0.6 (33.1)        | 7.0 (44.6)        | 14.2 (57.6)       | 18.8 (65.8)       | 21.9 (71.4)       | 19.6 (67.3)       | 13.9 (57.0)       | 7.2 (45.0)        | 1.1 (34.0)        | −2.4 (27.7)       | 7.7 (45.9)        |
| 일일 평균 기온 °C (°F)                 | −8.4 (16.9)       | −8.1 (17.4)       | −3.4 (25.9)       | 2.6 (36.7)        | 9.0 (48.2)        | 13.9 (57.0)       | 17.2 (63.0)       | 15.3 (59.5)       | 10.2 (50.4)       | 4.6 (40.3)        | −1.1 (30.0)       | −5.3 (22.5)       | 3.9 (39.0)        |
| 일평균 최저 기온 °C (°F)               | −11.5 (11.3)      | −11.6 (11.1)      | −7.4 (18.7)       | −1.7 (28.9)       | 3.7 (38.7)        | 9.0 (48.2)        | 12.5 (54.5)       | 10.9 (51.6)       | 6.5 (43.7)        | 2.0 (35.6)        | −3.3 (26.1)       | −8.1 (17.4)       | 0.1 (32.2)        |
| 역대 최저 기온 °C (°F)                 | −42.8 (−45.0)     | −36.0 (−32.8)     | −28.3 (−18.9)     | −18.6 (−1.5)      | −6.6 (20.1)       | −0.8 (30.6)       | 3.5 (38.3)        | 0.8 (33.4)        | −5.8 (21.6)       | −12.3 (9.9)       | −24.8 (−12.6)     | −33.2 (−27.8)     | −42.8 (−45.0)     |
| 평균 강수량 mm (인치)                  | 47.2 (1.86)       | 35.9 (1.41)       | 34.6 (1.36)       | 31.7 (1.25)       | 42.9 (1.69)       | 61.8 (2.43)       | 58.0 (2.28)       | 84.8 (3.34)       | 63.5 (2.50)       | 68.9 (2.71)       | 65.9 (2.59)       | 62.4 (2.46)       | 657.6 (25.89)     |
| 출처: Weather and climate in Sortavala |                   |                   |                   |                   |                   |                   |                   |                   |                   |                   |                   |                   |                   |

## 자매 도시
- 핀란드 요엔수

## 같이 보기
- 비보르크